# 堅田藩
堅田藩（かたたはん）は、近江国滋賀郡・高島郡に所領を有し、滋賀郡本堅田村の堅田陣屋（現在の滋賀県大津市本堅田）に藩庁を置いた藩。元禄11年（1698年）、下野国佐野藩主の堀田正高が1万石で入封した。6代藩主堀田正敦のときに1万3000石に加増され、文政9年（1826年）には居所（藩庁）を父祖の地である佐野に移したため、堅田藩は廃藩となったとみなされる。ただし、堅田周辺は佐野藩堀田家の領地として廃藩置県まで続いている。

## 歴史

### 前史
琵琶湖の狭隘部を扼する堅田は、古くから水運の拠点として繁栄し、中世には琵琶湖の湖上支配権を掌握して「自治都市」と表現される実力を有した町である。天正11年（1583年）に堅田は、坂本城主浅野長吉（のちの浅野長政）から特権的地位を認められた。水上交通については大津などの伸長を受けるが、漁業については依然として大きな特権を認められていた（このため江戸時代には各種の紛争を引き起こすことになる）。江戸時代に入ると、堅田は江戸幕府の直轄領（天領）となり、大津代官所の支配下に置かれた。
堅田藩初代藩主となる堀田正高は、大老堀田正俊（古河藩13万石）の三男である。貞享元年（1684年）に父の正俊が江戸城中で稲葉正休に刺殺されたのち、家督を継いだ兄の堀田正仲から下野国安蘇郡・都賀郡の1万石を分知されて大名となった。正高は安蘇郡植野村（現在の栃木県佐野市植下町）に陣屋（佐野陣屋。植野陣屋とも）を置いたが、居所は「佐野」と公称され、その藩は佐野藩と呼称される。

### 堅田藩の立藩
元禄11年3月7日（1698年4月17日）、下野国佐野藩主であった堀田正高が1万石で堅田に移封されたことにより、堅田藩が立藩した。比良山麓の村々は、堅田藩のほかに三上藩（野洲郡三上に藩庁を置く1万石の藩）や幕府直轄領・旗本領が入り組んでおり、たとえば同じ堅田（中世の「堅田四方」）のうちでも、本堅田村と衣川村は堅田藩領であったが、今堅田村は三上藩領であった。
藩政の基礎は初代藩主・正高から第3代藩主・堀田正永の頃にかけて固められた。
第5代藩主・堀田正富の時代、安永8年（1779年）には、御用金賦課に反対した百姓たちが大規模な代表越訴型一揆をおこした。領内29か村中、17か村の代表者29名が江戸に赴き、堀田家の本家（佐倉藩）に要求を掲げて駆け込み訴えをするという激しいものであった。多額の御用金賦課は、藩主が抱えた多額の借用銀の返済が直接の理由であったが、地元商人によって藩経済が掌握された構造や、安永7年（1778年）の水害被害も背景として存在する。この一揆は、代表者から1人の処分者もなく（在方役人側に処分者を出した）、一揆側が要求を貫徹しているという点でも珍しい事件である。

### 第6代藩主・堀田正敦
第6代藩主・堀田正敦は陸奥国仙台藩主・伊達宗村の八男であり、その経緯から若年寄、湯島聖堂再建の副奉行、『寛政重修諸家譜』などの編纂を務めるなど文教政策に携わっている。文化3年（1806年）には3000石を加増され、1万3000石の所領を領することとなった。なお、正敦は仙台藩の藩主に若年藩主が相次いだため、その補佐役も務めている。藩政においても5ヵ年に及ぶ倹約令を発し、藩財政再建に努めた。
正敦は文政8年（1825年）4月に城主格に任じられた。文政9年10月10日（1826年11月9日）、高島郡内の領地4000石余を下野国安蘇郡内に移された際、正敦は居所を父祖の地である佐野（佐野陣屋）に移した。父祖の地への移転が認められ、さらにのちに加増されたのは、『寛政重修諸家譜』の編纂総裁を務めたことの論功行賞とされる。

### 後史：佐野藩の堅田領
滋賀郡の所領は佐野藩の飛び地として幕末期まで受け継がれることとなった。
堀田氏は江戸時代を通して定府で、参勤交代を行っていない。「居所」は設定されているものの、大名が実際に居住する「国元」は存在しない、という見方もある。文政9年（1826年）に堀田家は佐野に「居所」を移しているが、佐野と堅田に陣屋を置いて所領の支配を行っている。このため、佐野家の近江の領知の村々にとっては、佐野への大名居所移転後も、堅田陣屋を通して支配を受けたことに変わりがない。堀田氏の地方支配を研究する上では、「国元」を示す「堅田藩」「佐野藩」という区別を持ち込むのはむしろ不適切である（「堀田氏領」として一貫して取り扱うのが適切）とする見解もある。

## 歴代藩主
堀田家
譜代。1万石→1万3000石。
1. 正高（まさたか）【元禄11年（1698年）3月7日藩主就任－享保7年（1722年）5月9日隠居】
2. 正峯（まさみね）【享保7年5月9日藩主就任－享保11年（1726年）4月14日死去】
3. 正永（まさなが）【享保11年6月9日藩主就任－享保20年（1735年）8月29日死去】
4. 正賓（まさざね）【享保20年11月2日藩主就任－宝暦8年（1758年）10月18日死去】
5. 正富（まさとみ）【宝暦8年12月10日藩主就任－天明7年（1787年）9月16日隠居】
6. 正敦（まさあつ）【天明7年9月16日藩主就任－文政9年（1826年）10月10日移封】